# Monique Gabriela Curnen
Monique Gabriela Curnen (Stati Uniti, 7 settembre 1970) è un'attrice statunitense.

## Biografia
Monique Gabriela Curnen è un'attrice cinematografica e televisiva americana. La madre è originaria di Porto Rico ed il padre è di discendenza tedesca ed irlandese. È cresciuta a Framingham, Massachusetts ed è andata al Williams College, dove si è concentrata su altri studi. Dopo il college ha trascorso un anno (1992–93) come stagista a tempo pieno all'Unity House, il centro culturale delle minoranze, al Connecticut College di New London. Si è quindi trasferita a New York dove ha iniziato a prendere lezioni di recitazione ed a partecipare a diverse audizioni. È nota al pubblico per la partecipazione a diverse serie televisive.

## Filmografia parziale

### Cinema
- Kate e Leopold, regia di James Mangold (2001)
- Il cavaliere oscuro, regia di Christopher Nolan (2008)
- Legacy (2010)
- Contagion, regia di Steven Soderbergh (2011)
- Year by the Sea (2016)
- iGilbert (2021)
- Birth/Rebirth, regia di Laura Moss (2023)

### Televisione
- The Jury – serie TV, (2004)
- Dexter – serie TV, (2006)
- Dr. House - Medical Division – serie TV, episodio 3x21[1] (2007)
- The Unusuals – serie TV, (2009)
- Lie to Me – serie TV, (2010)
- Law & Order - Unità vittime speciali (Law & Order: Special Victims Unit) – serie TV, episodio 11x11 (2010)
- CSI - Scena del crimine – serie TV, (2011)
- The Following – serie TV, (2015)
- Taken – serie TV, (2017)
- Away – serie TV, (2020)

## Doppiatrici italiane
Nelle versioni in italiano delle opere in cui ha recitato, Monique Gabriela Carnen è stata doppiata da:
- Laura Romano in Dr. House - Medical Division, Il cavaliere oscuro, Sons of Anarchy
- Laura Cosenza in Contagion
- Alessandra Cassioli in Person of Interest
- Benedetta Degli Innocenti in The Following
- Patrizia Burul in Power
- Daniela Calò in Hawaii Five-0
- Cristiana Rossi in Elementary (ep. 4x04)
- Rachele Paolelli in Elementary (ep. 4x11)